# بوابة الضجيج

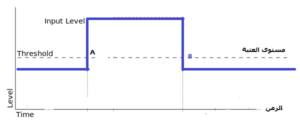
بوابة الضجيج

بوابة الضجيج (بالإنجليزية: Noise Gate)‏ هو عبارة عن جهاز أو برنامج أو إضافة تعمل على إلغاء أو قطع الصوت عندما يكون تحت حد معين ويقوم بتمرير الصوت عندما يتجاوز هذا الحد، يسمى هذا الحد العتبة، إي عندما يكون الصوت تحت مستوى العتبة فإن مخرج الجهاز هو صفر، اما عندما يصبح منسوب الصوت اعلى من مستوى العتبة في النقطة A، فإن الجهاز يفتح ويقوم بتمرير الإشارة كما هي دون تعديل.

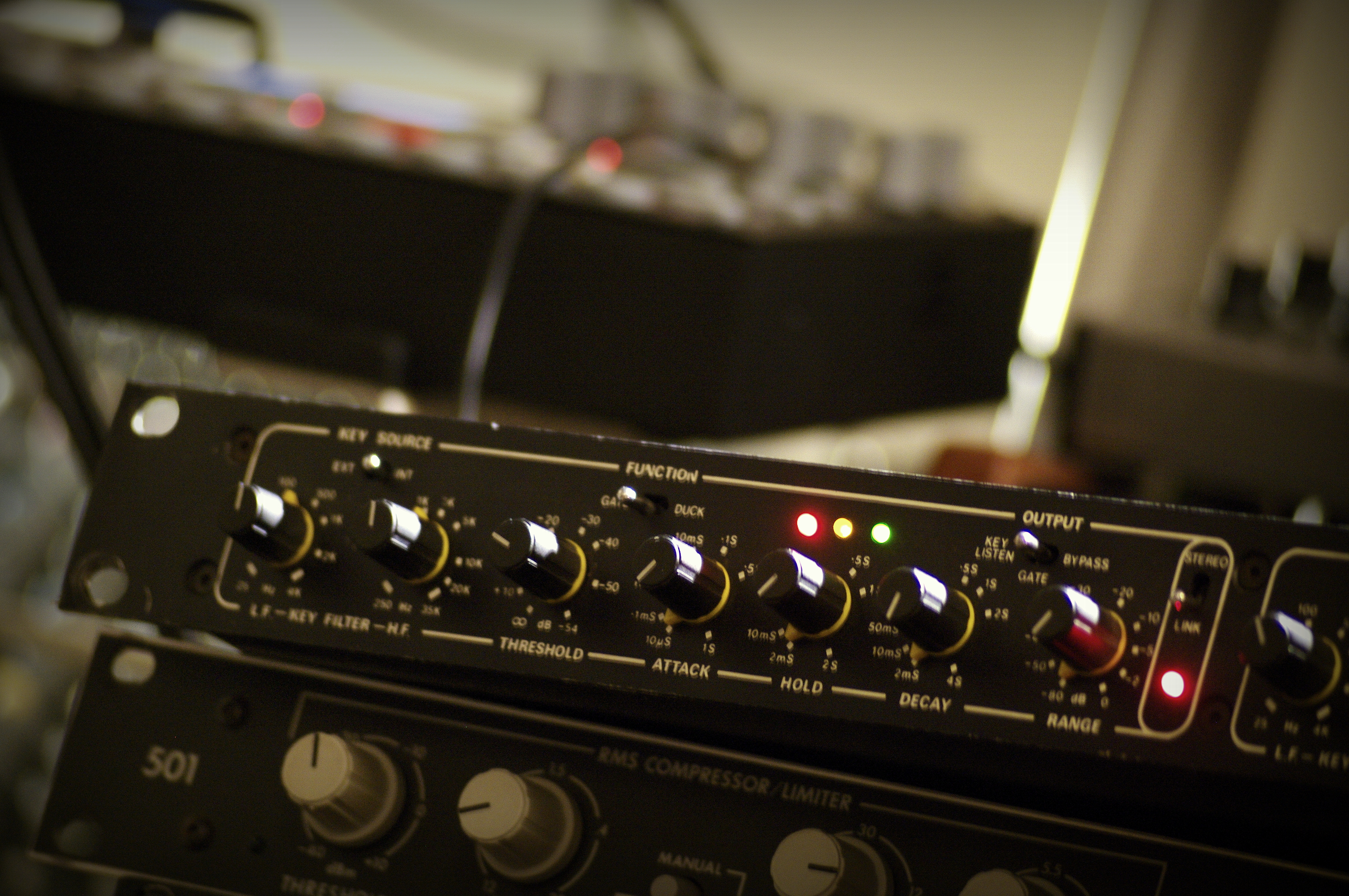
A Drawmer dual noise gate unit in a rackmountable format.

## لماذا تسمى بوابة
الجهاز يبقى مفتوحاً للإشارة طالما هي أكبر من العتبة، اما عندما تصبح الإشارة اقل من العتبة تعود البوابة إلى الإغلاق.
- مثال: تتخيل أنه يوجد حارس على الباب يمنع دخول أي أحد لا يحقق الشرط المطلوب للدخول، والشرط هو أن تكون أكبر من العتبة اما إذا كنت أكبر من العتبة فإنه يفتح الباب لك ويسمح لك بالدخول.

## استخدام جهاز بوابة الضجيج
(بالإنجليزية يقال له Background Noise) أي خلفية الضجيج ويقصد به الصوت الموجود في المكان الناتج من أصوات المراوح والمكيفات وصوت أجهزة الإنارة وصوت ضجيج الشارع وصوت الناس ولو أنهم يتحدثون بالهمس، بحيث انك لو أحضرت جهاز لقياس مستوى الصوت إلى المسجد وقمت بقياس مستوى الصوت لوجدت انه يتجاوز 60 ديسبل، وأحيانا أكثر، ولو كان نظام الصوت مغلق، وهذا المستوى من الصوت تتعود عليه الأذن وتجده طبيعياً، بوابة الضجيج تستخدم في أي نظام صوتي وخاصة في الأماكن ذات الضجيج العالي، وهي قد تأتي بعدة أنواع:
- قد تكون مدمجة مع المكسر
- أو قد تأتي جهاز مستقل بحد ذاته ويتم توصيله إلى المدخل أو المداخل عبر إرسال الإشارة واستقبالها من Send و Return في المكسر.
- أو  قد تأتي كبرنامج حاسوب ويكون عبارة عن إضافة.

مثال: لنفرض انه لديك نظام صوت في مسجد مثلا ويوجد عدة ميكرفونات موجودة في نفس المكان متصلة مع النظام، في أي مكان يوجد ما يسمى الضجيج، ولا أحد في المسجد يلفت انتباهه إلى هذا الضجيج، ألان لو قمت بفتح نظام الصوت في المسجد فإن الميكرفونات سوف تلتقط هذا الصوت وتكبره وترسله إلى السماعات، وسوف يسمع هذا الضجيج من السماعات، إما إذا كان مستوى الضجيج في المسجد أكبر من ذلك فإنه سوف يكون ملاحظاً بشكل أكبر وسوف يكون مزعجاً، لأن كل الميكرفونات تكون مفتوحة وتلتقط الضجيج وترسله إلى مكبر الصوت، وسوف يلاحظ هذا الضجيج بشكل أكبر إذا تم تسجيل الصوت في المسجد، حيث يظهر صوت الضجيج بشكل واضح أثناء فترة الصمت للإمام ركوع وسجود، لهذا يتم استخدام جهاز بوابة الضجيج، الذي يقوم بقطع الصوت من الميكرفونات عندما الإمام أو المؤذن لا يتحدث في الميكرفون، وعندما يتحدث الإمام فإن البوابة تفتح وتقوم بتمرير صوت الإمام، ولكن لا يظهر صوت الضجيج مع صوت الإمام عندما تفتح البوابة.

## معايرة جهاز بوابة الضجيج
مستوى الضجيج الخلفي هو المستوى الذي يجب ان نضع مفتاح العتبة عليه، ولكن عملياً يوجد لأجهزة البوابة عدة مفاتيح وعيارات، لنتعرف عليها فيما يلي:
لدى التجربة العملية وبعد ان تم ادخال جهاز البوابة في الانظمة الصوتية، تم ملاحظة ان الاذن تلاحظ ان هناك شيء يفتح ويغلق في نظام الصوت، وقد يكون هذا الفتح والاغلاق للبوابة غير مرغوب ان يكون ملاحظاً، ويبدو الامر غير طبيعي، لذا تم إضافة بعض الميزات لجهاز بوابة الضجيج بحيث تتم عملية الفتح والاغلاق بشكل ناعم، أي ان لا يغلق الباب مباشرة عند انخفاض الصوت إلى مستوى العتبة، بل ان يتم بشكل تدريجي. وبهذا لن تلاحظ الاذن اغلاق البوابة، ونفس الامر عند فتح البوابة ولكن هنا يتم القتح بشكل تدريجي ولكن بشكل سريع حتى لا يتم قطع للصوت قد يكون أو حرف من أول كلمة، وهذا ما يتبين لنا في الشكل التالي:
الشكل مأخوذ من جهاز بوابة الضجيج  من شركة Klark teknik ومعظم اجهزة بوابة الضجيج لها نفس مبدأ العمل تقريباً:
- المفتاح Threshold

وهو حد العتبة الذي سيفتح عنده جهاز البوابة لمرور الصوت من المدخل إلى المخرج، طبعاً وضع هذا المفتاح هو حسب كل مكان.
- المفتاح Range

يحدد كمية انقاص مستوى الإشارة الداخلة عندما البوابة مغلقة. بحيث عندما يكون يكون على الوضع 10 فإن مستوى الإشارة الداخل يتم انقاصه بمقدار 10 ديسبل، أي يوجد كمية من الصوت يتم تمريرها إلى المخرج، أي ان الباب مفتوح قليلاً، وعند الوضع صفر 0 الباب مفنوح كلياً كأن الجهاز غير موجود اما عند وضع اقصى اليسار لا نهاية الباب مغلق نهائيا ولا يوجد أي صوت خارج من الجهاز، ولن يفتح الا عندما تتجاوز الإشارة الداخلة للجهاز مستوى العتبة.
- المفتاح Attack

هو عبارة عن مفتاح لتأخير فتح الصوت عندما تتجاوز الإشارة الداخلة مستوى العتبة حتى لا تكون هناك اشارات سريعة عابرة يتم تمريرها.
- المفتاح Hold

هو مفتاح تأخير زمني، لإبقاء البوابة مفتوحة بعد هبوط مستوى الإشارة عن الحد.
- المفتاح Release

وهو أيضا مفتاح تأخير زمني وهو لغلق البوابة بشكل تدريجي من المفتوح كلياً إلى مستوى القطع المحدد من Range، حتى لا يحدث قطع للإشارة بشكل فجائي ويمكن للأذن ان تلاحظه كما ذكرنا سابقاُ.
- المفتاح Bypass

لوضع الجهاز خارج الخدمة، أي ان البوابة تبقى مفتوحه لمرور الإشارة من الدخل إلى الخرج.
- لمبات  LED

على اليسار وهي تبين الحالة اللتي عليها الجهاز، حسب المفاتيح المبينة اعلاه.
- المفتاح Duck

يعكس عمل الجهاز بشكل كامل، أي يفتح الصوت عندما الصوت تحت مستوى العتبة ويغلق عندما يتجاوز الصوت هذا المستوى.

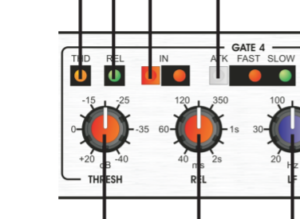
مفتاحي العتبة Threshold و Release (تأخير الاغلاق)

ليست كل أجهزة البوابة تحوي كل هذه المفاتيح مثلا الجهاز التالي من نفس الشركة:
وهو لا يحوي الا مفتاحي العتبة وتأخير الاغلاق.

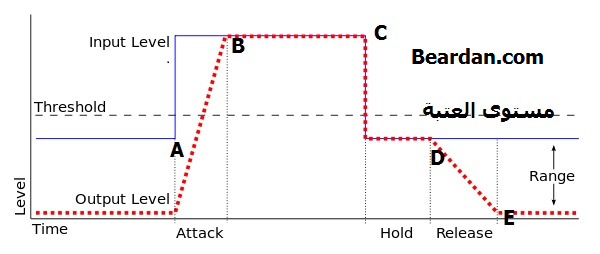
المخطط البياني لإشارة الدخل باللون الازرق Input Level مع إشارة الخرج باللون الاحمر Output level

الشكل التالي يبين المخطط البياني لإشارة الدخل باللون الازرق مع إشارة  الخرج باللون الاحمر:
في النقطة A وصلت إشارة الدخل إلى مستوى العتبة ولكن الجهاز لا يفتح الا عند النقطة B بسبب وجود تأخير من Attack، تبقى الإشارة تمر حتى النقطة C التي ينزل فيها مستوى إشارة الدخب عن حد العتبة، ولكن يبقى الجهاز مفتوح ويمرر الإشارة كما هي لمدة زمنية يحددها المفتاح Hold أي حتى النقطة D  بعد ذلك تنزل الشارة تدريجيا تحت مستوى إشارة الدخل بقيمة يحددها المفتاح Range، كما انه يمكن ان يكون هنا مفتاح مع دعاسة عند الضغط عليها يفتح جهاز البوابة، وبنفس المبدأ يعمل برنامج Noise Gate، وحالياً تستخدم فكرة هذا الجهاز في أجهزة الهاتف الحديثة حيث يتم قطع صوت الشخص الذي لا يتكلم حتى يتكلم، يستخدم هذا الجهاز أو البرنامج كثيرا في البث الحي في المساجد وفي المسارح والحفلات الموسيقية وحتى في استديوهات التسجيل وفي الإذاعة والتلفزيون وفي عمليات تصحيح التسجيلات وغيرها.